# Little Joe II
Little Joe II byla testovací raketa používaná k testování únikového systému kosmické lodi programu Apollo. Design byl odvozen od rakety Little Joe, používané v programu Mercury ke stejnému účelu. Testy probíhaly v letech 1963-1966, celkem proběhlo 5 testů, z čehož jednou došlo krátce po startu ke ztrátě kontroly.

## Program Little Joe II
Vývoj Little Joe II byl motivován, stejně jako jeho předchůdce, snahou o co nejlevnější raketu pro testovací lety. Kontrakt na výrobu rakety byl udělen v roce 1962, firmě North American Aviation. Původní idea Little Joe byla zachována, ale bylo zde několik výrazných vylepšení. Raketa byla celkově větší, těžší a silnější, aby dokázala vynést velitelský i servisní modul lodi Apollo, která byla několikanásobně těžší než kabina Mercury. Pomocné rakety Thiokol XM19 Recruit zůstaly, ale hlavní motory Castor a Polux byly nahrazeny výkonnějšími motory Algol (stejně jako Castor převzat z rakety Scout). Rakety Algol mohly být zažehnuty najednou, nebo v sekvencích pro potřeby dané mise, pauza mezi zážehy mohla být až 10 sekund. Jednoduchý design, zjednodušená výroba a jednoduchý koncept dopomohli ke snížení počtu součástek na minimum a tím nízké výrobní ceně. Mnoho komponent bylo převzato z ostatních kosmických a leteckých programů, což opět snižovalo výdaje. Oproti ostatním raketám nebyl Little Joe II omezen celkovou hmotností, díky čemuž byl návrh náležitě dimenzován, méně komplexní a nevyžadoval tolik pevnostních testů. Počty motorů byly různé a záležely na aktuálním testu, celkem bylo použito čtyř variant sestavení raket Recruit a Algol. Nejsilnější varianta byla 5x Recruit jako pomocný motor a 4x Algol.

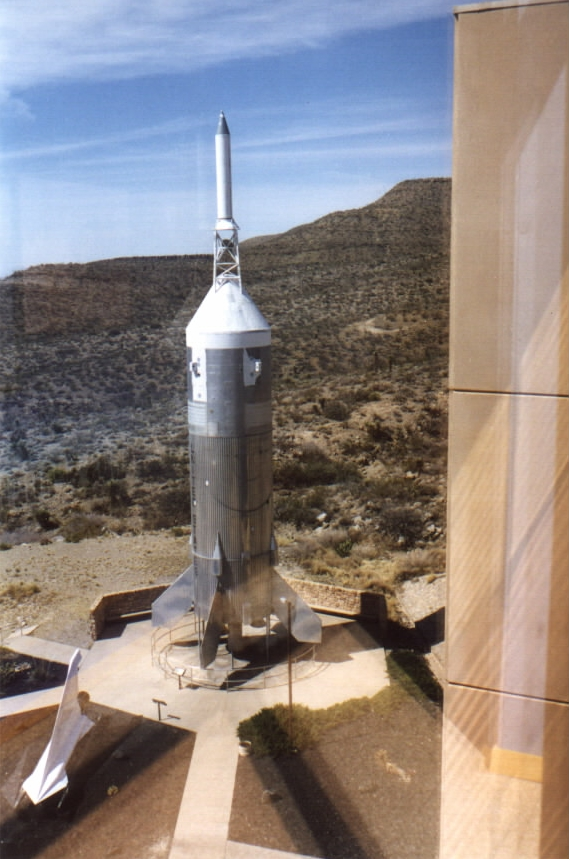
Little Joe II v muzeu v Novém Mexiku

Testy probíhaly od srpna 1963 do ledna 1966 na White Sands Missile Range. Celkem proběhlo pět testů únikového systému velitelského modulu lodi Apollo s nosičem Little Joe II a dva pozemní testy v nulové výšce. Původně měly testy proběhnout na Cape Canaveral Air Force Station pod dohledem USAF, ale kvůli vysoké vytíženosti tamních odpalovacích kapacit, byly přesunuty na odpalovací komplex 36 na White Sands Missile Range, kde již dříve probíhaly testy raket Redstone. Výhodná poloha dovolovala levnější a rychlejší vyzvednutí modulu po dokončení testovacího letu. Dohled nad testy mělo středisko Manned Spacecraft Center (dnes Johnsonovo vesmírné středisko) a účastnili se ho i hlavní dodavatelé: General Dynamics/Convair - velitelský a servisní modul a North American Aviation - raketa Little Joe II. Správa White Sands Missile Range poskytla technické zázemí, radarové a kamerové sledování, datové přenosy, fotodokumentaci a vybavení pro vyzvednutí modulu. Průběh testů byl až na dvě selhání hladký. Při prvním testovacím letu selhal sebedestrukční systém a tvarové nálože v plášti Algolu po přijetí signálu neexplodovaly. Při čtvrtém startu se chybou elektroniky zasekla stabilizační plocha a 2,5 sekundy po startu nastala ztráta kontroly a zkáza nosiče.
Při testech byly odhaleny menší nedostatky na systému vystřelování a odřezávání padáku, které byly rychle odstraněny. Po vyhodnocení testů bylo stanoveno, že kdyby se jednalo o moduly s posádkou, posádky by s největší pravděpodobností přežily.

## Varianty
| Parametr                             | QTV       | A-001     | A-002     | A-003     | A-004     |
| ------------------------------------ | --------- | --------- | --------- | --------- | --------- |
| Vzletová hmotnost                    | 25 930 kg | 26 281 kg | 42 788 kg | 80 372 kg | 63 381 kg |
| Náklad                               | 10 988 kg | 11 492 kg | 12 561 kg | 12 626 kg | 14 717 kg |
| Hmotnost trupu                       | 14 942 kg | 14 785 kg | 29 320 kg | 67 745 kg | 48 623 kg |
| Tah při vzletu                       | 49 kN     | 49 kN     | 1 600 kN  | 1 395 kN  | 1 766 kN  |
| Směrové plochy Pevné/Kontrolovatelné | P         | P         | K         | K         | K         |
| První stupeň - Recruit               | 6         | 6         | 4         | 0         | 5         |
| První stupeň - Algol                 | 1         | 1         | 2         | 3         | 2         |
| Druhý stupeň - Algol                 | 0         | 0         | 0         | 3         | 2         |